# KV9
KV9 i Konungarnas dal utanför Luxor i Egypten var begravningsplats för farao Ramses V och Ramses VI under Egyptens tjugonde dynasti.
Gravkammaren är uthuggs i bergssidan längs huvudsakliga wadin och entrén ligger precis över entrén till KV62. Graven byggdes ursprungligen till Ramses V, men Ramses VI fortsatte att expandera graven. Det är osäkert om Ramses VI delade graven med Ramses V, eller om Ramses V:s kropp flyttades.